# Тисакеси
Тисакеси (мађ. Tiszakeszi) је насељено место у Мађарској. Тисакеси је један од насеља у оквиру жупаније Боршод-Абауј-Земплен. 

## Локација
Тисакеси се налази 8 км југоисточно од Мезечата, јужно од Тисатарјана, на обали реке Тисе. Може се сматрати џепним насељем, јер се до њега може доћи само путем споредног пута 33 106, који се одваја од пута 3313 између Мезочата и Тисаујвароша.

## Порекло имена
Реч Кеси је турског порекла: старотурско Kesak (комад), а њен корен је kes (резати). Име су му дали припадници једног од мађарских племена, село је основано уз учешће припадника племена, а можда је у почетку било насељено са припадницима овог племена.

## Историја
Име Тисакеси, Кеси, први пут се помиње у регистру папске десетине 1332. године, где се помиње и црква која носи име светих Симона и Јуде, чији је свештеник плаћао папску десетину од 8 гара, што указује да се радило о значајном селу које је већ раније основано.
Средином 15. века био је посед Ђурађа Бранковића. Српски деспот је добио посед од мађарског краља Жигмунда у да би заменио за Стефан Лазаревић, а потом и његовог наследника Ђорђа Бранковића, одбранивши јужне крајеве од надирућих турских армија на Балкану. Краљ је можда око 1420. године дао посед Бранковићима, који се, пошто није могао да се одупре турском притиску око 1450. године, одрекао Србије, чиме је изгубио своје мађарске поседе, укључујући и Кеси.
Године 1464. Лорантфијеви су већ били власници Кесија.
Порталски попис 1546. године наводи имања Петра Прибека и Гергеља Халмолија, а у попису из 1576. године наведена је две овчарске фарме са укупно 107 оваца.
Године 1594. село није уписано у десетину, а 1598. године, после Керестешке битке, у селу је уписано 16 породица. У то време у селу су биле 4 фарме оваца са 156 грла.

## Становништво
У 2001. години 98% становништва насеља се изјаснило као Мађари, а 2% као Роми.
Током пописа 2011. године, 91,4% становника се изјаснило као Мађари, 5% као Роми, а 0,6% као Немци (8,5% се није изјаснило; због двојног идентитета, укупан број може бити већи од 100%). Верска дистрибуција је била следећа: римокатолици 18%, реформатори 49,8%, гркокатолици 0,9%, неденоминациони 12,2% (15,6% није одговорило).
2022. године 93,9% становништва се изјаснило као Мађари, 2% као Роми, 0,2% као Немци, 0,1% као Украјинци, 0,1% као Словаци, 1,3% као други, недомаћински националности (6,1% се није изјаснило; због двојног идентитета, укупан број може бити већи од 100%). Према њиховој религији, 11,5% су били римокатолици, 35,5% калвинисти, 0,5% гркокатолици, 1,7% остали хришћани, 15,7% неконфесионални (34,4% није одговорило).